# Simone di Pontremoli
Simone di Pontremoli, detto anche Samuele da Modena (Vicenza, 1430 – Pontremoli, 1496), è stato un banchiere italiano, fu banchiere di Francesco Sforza e Filippo Maria Visconti. È considerato il fondatore della famiglia "Pontremoli".

## Biografia
Simone vel Samuele nacque in un posto incerto tra Modena, Vicenza, Lodi da Mosè o Muetto da Modena, banchiere e mercante che nel 1456 era stato incaricato dal Duca Francesco Sforza di gestire l'attività bancaria a Pontremoli, centro importante per il commercio in stretto legame con Lucca. La famiglia "Da Modena" di antichissima origine spagnola era presente in Italia a Fermo già nei primi anni del '300, si era poi diffusa a Modena, Bologna, Ferrara, Lodi e Vicenza grazie all'attività creditizia. Il padre Musetto da Modena era figlio di Guglielmo da Fermo, banchiere del marchese Alberto V d'Este, che nel 1366 si era stabilito a Modena, dove fu tra gli iniziatori della Comunità ebraica di Modena.
Alla morte di Mosè nel 1463 la gestione del banco passò interamente a Simone, che nel frattempo si era associato con il banchiere Guglielmo da Fano, gestore dei banchi di prestito di Lucca. Questo permise alla banca di Pontremoli di insersi in maniera determinante nell'economia locale.
Il 25 marzo 1464, come risultante da un atto del governo dei Dieci di Pontremoli, Simone si impegnò nel versamento annuo di 100 fiorini per la concessione decennale della attività di prestito di danaro. Nel 1466 si aggiunse all'attività anche il figlio Elia. Sempre nel 1466 acquista alcuni terreni nella lunigiana, privilegio precluso solitamente agli ebrei. Negli anni la banca del Pontremoli ebbe un importante sviluppo, anche grazie alla gestione dei figli tra cui Elia, Salomon e Raffaele. Di particolare importanza fu la filiale di Perugia aperta da Elia Pontremoli, morto nel 1475 a cui succederà nella gestione il figlio Dattilo Pontremoli. Nel 1479 le banche di Simone di Pontremoli, furono oggetto di una serie di saccheggi e violenze, tanto da costringerlo a rivolgersi al duca Gian Galeazzo Sforza per chiedere protezione. Nel 1488 in particolare fu saccheggiato il deposito di pegni della banca del Pontremoli nella città di Forlì da un gruppo di cittadini guidati da Giovanni Varano, capo degli artigiani forlinesi. Davanti a questa azione intervenne monsignor Savelli che fatti catture i saccheggiatori, restituì i pegni sottratti al Pontremoli e ad Abraham, socio della Banca forlinese.
Nel 1493 la banca, passata totalmente in gestione ai figli Salomone e Raffaele riportati con il cognome "Da Pontremoli", cessò l'attività a seguito di una legge ducale che vietò l'esercizio del banco di prestito nel ducato. Nel 1496, anno di probabile morte di Simone, la famiglia abbandonò Pontremoli stabilendosi con il cognome "Da Pontremoli" in otto diverse città italiane tra cui Ferrara, Parma, Forlì, Casale Monferrato, Mantova, Perugia. Da Forlì trarrà origine il ramo turco di Smirne.
Di particolare rilevanza fu la figura della nipote Pazienza Pontremoli, figlia di Salomone Pontremoli, rinomata erudita di Mantova che nutriva stretti rapporti con la marchesa Isabella d'Este e suo marito il marchese Francesco II Gonzaga.